# 유천 (남곡양후)
유천(劉遷, ? ~ 기원전 51년)은 전한 후기의 제후로, 청하강왕의 아들이다.

## 행적
시원 6년(기원전 81년), 남곡후(南曲侯)에 봉해졌다.
감로 3년(기원전 51년)에 죽으니 시호를 양(煬)이라 하였고, 작위는 아들 유강이 이었다.

## 유천이 등장하는 작품
- 《김수로》(MBC, 2010년~2010년, 배우:장동직)

## 출전
- 반고, 《한서》 권15하 왕자후표 下

| 선대 (첫 봉건) | 전한의 남곡후 기원전 81년 ~ 기원전 51년 | 후대 아들 남곡절후 유강 |